# Đội tuyển bóng đá bãi biển quốc gia Ecuador
Đội tuyển bóng đá bãi biển quốc gia Ecuador đại diện Ecuador ở các giải thi đấu bóng đá bãi biển quốc tế và được điều hành bởi Liên đoàn bóng đá Ecuador, cơ quan quản lý bóng đá ở Ecuador.

## Đội hình hiện tại
Tính đến tháng 2 năm 2017
Ghi chú: Quốc kỳ chỉ đội tuyển quốc gia được xác định rõ trong điều lệ tư cách FIFA. Các cầu thủ có thể giữ hơn một quốc tịch ngoài FIFA.
| Số | VT | Quốc gia | Cầu thủ                    |
| -- | -- | -------- | -------------------------- |
| 1  | TM | Ecuador  | Carlos Saltos              |
| 2  | HV | Ecuador  | Hugo Cevallos (đội trưởng) |
| 3  | TĐ | Ecuador  | Cesar Barre                |
| 4  | HV | Ecuador  | Mario Alava                |
| 5  | TV | Ecuador  | José Vera                  |
| 6  | TV | Ecuador  | Cristhian Gallegos         |

| Số | VT | Quốc gia | Cầu thủ         |
| -- | -- | -------- | --------------- |
| 7  | TV | Ecuador  | Segundo Moreira |
| 8  | TV | Ecuador  | Jorge Bailón    |
| 9  | TV | Ecuador  | Daniel Cedeño   |
| 10 | TV | Ecuador  | Mauricio Mera   |
| 11 | TV | Ecuador  | Joffre Delgado  |
| 12 | TM | Ecuador  | Jorge León      |

Huấn luyện viên: José Palma

## Thành tích
- Thành tích tốt nhất tại Giải vô địch bóng đá bãi biển Nam Mỹ: Hạng ba
  - 2017
- Thành tích tốt nhất tại Đại hội thể thao bãi biển Nam Mỹ: Hạng ba
  - 2011
- Thành tích tốt nhất tại Copa América: hạng 9
  - 2016
- Thành tích tốt nhất tại Đại hội thể thao bãi biển Bolivar: Hạng ba
  - 2014

## Thành tích thi đấu

### Giải vô địch bóng đá bãi biển thế giới
| Năm         | Kết quả                  | St                       | T                        | T+                       | B                        | BT                       | BB                       | HS                       |
| ----------- | ------------------------ | ------------------------ | ------------------------ | ------------------------ | ------------------------ | ------------------------ | ------------------------ | ------------------------ |
| 1995 – 2008 | Không tham dự            | Không tham dự            | Không tham dự            | Không tham dự            | Không tham dự            | Không tham dự            | Không tham dự            | Không tham dự            |
| 2009 – 2015 | Không vượt qua vòng loại | Không vượt qua vòng loại | Không vượt qua vòng loại | Không vượt qua vòng loại | Không vượt qua vòng loại | Không vượt qua vòng loại | Không vượt qua vòng loại | Không vượt qua vòng loại |
| 2017        |                          | 3                        | 0                        | 0                        | 3                        | 6                        | 22                       | –16                      |
| Tổng cộng   | 1/19                     | 3                        | 0                        | 0                        | 3                        | 6                        | 22                       | –16                      |

### Giải vô địch bóng đá bãi biển Nam Mỹ
| Năm       | Kết quả       | St            | T             | T+            | B             | BT            | BB            | HS            |
| --------- | ------------- | ------------- | ------------- | ------------- | ------------- | ------------- | ------------- | ------------- |
| 2005      | Không tham dự | Không tham dự | Không tham dự | Không tham dự | Không tham dự | Không tham dự | Không tham dự | Không tham dự |
| 2006      | Không tham dự | Không tham dự | Không tham dự | Không tham dự | Không tham dự | Không tham dự | Không tham dự | Không tham dự |
| 2007      | Không tham dự | Không tham dự | Không tham dự | Không tham dự | Không tham dự | Không tham dự | Không tham dự | Không tham dự |
| 2008      | Không tham dự | Không tham dự | Không tham dự | Không tham dự | Không tham dự | Không tham dự | Không tham dự | Không tham dự |
| 2009      | Hạng tư       | 5             | 2             | 0             | 3             | 27            | 30            | –3            |
| 2011      | Hạng tám      | 3             | 0             | 0             | 3             | 9             | 21            | –12           |
| 2013      | Hạng tư       | 5             | 2             | 0             | 3             | 18            | 29            | –11           |
| 2015      | Hạng tư       | 6             | 3             | 0             | 3             | 21            | 36            | –15           |
| 2017      | Hạng ba       | 6             | 2             | 2             | 2             | 22            | 30            | –8            |
| Tổng cộng | 5/9           | 25            | 9             | 2             | 14            | 97            | 146           | –49           |

 – Ghi chú: 2005 and 2007 tổ chức phối hợp với CONCACAF